# Inge II de Noruega
Inge II o Inge Bårdsson (en nórdico antiguo, Ingi Bárðarson; 1185-Trondheim, 23 de abril de 1217) fue rey de Noruega de 1204 a 1217. Era el único hijo del matrimonio de Bård Guttormsson y Cecilia Sigurdsdatter.
Inge II gobernó durante la última fase de las guerras civiles noruegas, un período de constantes pugnas entre facciones opuestas que se remontaba a 1130. Líder de los birkebeiner, se enfrentó en guerra contra los bagler, pero pudo finalmente alcanzar la paz en 1208 mediante concesiones territoriales a sus rivales.

## Biografía

### Ascenso al poder
El padre de Inge era un poderoso noble (lendmann) de la región de Trøndelag. Había sido uno de los seguidores del rey Sverre I, quien llevó a los birkebeiner al poder a finales del siglo XII. La madre de Inge era hija del rey Sigurd II y media hermana de Sverre.
El rey Sverre murió en 1202, su hijo Haakon III en 1204, y su nieto Guttorm ese mismo año. Los birkebeiner se quedaron sin un sucesor de Sverre para elegirlo como su nuevo rey. Aprovechando la situación de la sucesión, los bagler, los enemigos de los birkebeiner, se levantaron nuevamente en armas desde la primera mitad de 1204, bajo la dirección de Erling Steinvegg.
Para enfrentar al enemigo, se hizo necesaria la elección de un nuevo rey con capacidad de liderazgo. Los líderes de los birkebeiner propusieron a Haakon el Loco, un medio hermano de Inge, hijo también de Cecilia, pero el arzobispo Erik de Nidaros y el campesinado de Trøndelag apoyaron a Inge, quien ya había gobernado en Trøndelag en el corto reinado de Guttorm I. Finalmente, se llegó a un acuerdo: mientras Inge sería el nuevo rey, Haakon el Loco sería el jefe del ejército.

### Reinado
Los primeros cuatro años de su reinado fueron de intensa actividad bélica. Erling Steinvegg murió en 1206, pero los bagler continuaron luchando bajo las órdenes de un nuevo rey, Felipe Simonsson. Los bagler controlaban principalmente la zona de Viken (en la región del Fiordo de Oslo), con las ciudades de Tønsberg y Oslo; Inge y los birkebeiner tenían bajo su control la región de Trøndelag, con Nidaros como su principal bastión, mientras que Bergen y la zona occidental de Noruega cambiaba de posesión constantemente. El 22 de abril de 1206 los bagler atacaron Nidaros, durante las bodas de Sigrid, la hermana de Inge; éste apenas pudo escapar con vida nadando a través del río Nidelven, bajo temperaturas congelantes. Al año siguiente, los birkebeiner lanzaron un exitoso ataque sobre la ciudad de Tønsberg, pero la guerra cayó en una fase de estancamiento, sin victorias decisivas de uno u otro lado. 
En 1207, el arzobispo Tore de Nidaros y el obispo Nicolás de Oslo -este último un prominente miembro de los bagler- pactaron para llegar a un acuerdo de paz entre los dos partidos. Se logró realizar una reunión entre Inge II, Haakon el Loco y Felipe Simonsson en Kvitsøy, provincia de Rogaland, en el otoño de 1208. En esa reunión, Felipe decidió renunciar a su título de rey, aunque seguiría gobernando Viken con el título de jarl. Haakon el Loco recibió el gobierno de la Noruega Occidental, con la ciudad de Bergen. Inge sería el único rey, tendría el gobierno efectivo de Trøndelag y tanto Felipe como Haakon serían sus vasallos. Para sellar el tratado, Felipe se casó con Cristina, hija de Sverre y prima de Inge.
El tratado de paz se mantendría durante el resto del reinado de Inge. Sin embargo, Felipe rompió su promesa , continuó presentándose como rey y mantuvo su sello real. Haakon intentó seguir ese ejemplo y nombrarse también rey, pero Inge lo impidió. Para poner fin a las tensas relaciones entre ambos hermanos, se acordó que aquel que viviera más tiempo tomaría las posesiones del otro y el título de rey. En 1214, Inge reprimió una rebelión de campesinos en Trøndelag, presumiblemente encendida por Haakon. Sin embargo, nunca estalló un conflicto abierto entre los dos hermanos, y Haakon murió en Bergen en 1214. Inge pudo entonces incorporar la parte de su hermano a sus territorios.
En 1217, Inge cayó enfermo en Nidaros. Durante su enfermedad, designó a su medio hermano menor, Skule Bårdsson como jarl y líder del ejército. Inge murió el 23 de abril de 1217 y su cuerpo fue sepultado en la Catedral de Nidaros. Fue sucedido por Haakon Håkonsson, un niño de 13 años, hijo ilegítimo del rey Haakon III y que había sido criado en la corte de Inge desde que se supo de su existencia en 1206.